# Grace
Az 1994-es Grace Jeff Buckley egyetlen teljes nagylemeze. Bár megjelenésekor szerény kereskedelmi sikert ért el (a Billboard 200-on a 149. helyig jutott), és a kritikusok is eltérő véleménnyel voltak róla, mára kereskedelmileg és kritikailag is elismert mű lett. Több mint kétmillió példányban kelt el világszerte. 2004. augusztus 24-én, a lemez megjelenésének tízéves évfordulóján megjelent egy Legacy Edition, ami lényegében egy bővített kiadása az albumnak. A brit albumlistán 44. lett. 2007. január 29-től február 5-ig ismét szerepelt az Ausztrál albumlistán, mégpedig a 44. helyen. Ausztráliában jelenleg hatszoros platina.
Az album szerepel az 1001 lemez, amit hallanod kell, mielőtt meghalsz című könyvben.

## Az album dalai
|     | Cím                            | Szerző(k)                                 | Hossz |
| --- | ------------------------------ | ----------------------------------------- | ----- |
| 1.  | Mojo Pin                       | Jeff Buckley, Gary Lucas                  | 5:42  |
| 2.  | Grace                          | Jeff Buckley, Gary Lucas                  | 5:22  |
| 3.  | Last Goodbye                   | Jeff Buckley                              | 4:35  |
| 4.  | Lilac Wine                     | James Shelton                             | 4:32  |
| 5.  | So Real                        | Jeff Buckley, Michael Tighe               | 4:43  |
| 6.  | Hallelujah                     | Leonard Cohen                             | 6:53  |
| 7.  | Lover, You Should've Come Over | Jeff Buckley                              | 6:43  |
| 8.  | Corpus Christi Carol           | tradicionális, Benjamin Britten           | 2:56  |
| 9.  | Eternal Life                   | Jeff Buckley                              | 4:52  |
| 10. | Dream Brother                  | Jeff Buckley, Mick Grondahl, Matt Johnson | 5:26  |

## Közreműködők
- Jeff Buckley – producer, ének, gitár, orgona, cimbalom, harmónium, tabla (10)

### További zenészek
- Mick Grøndahl – basszusgitár
- Michael Tighe – gitár
- Matt Johnson – ütőhangszerek, dob, vibrafon (10)
- Gary Lucas – "mágikus gitársá" (1, 2)
- Karl Berger – vonósok hangszerelése
- Loris Holland – orgona (7)
- Misha Masud – tabla (10)

### Produkció
- Andy Wallace – producer, hangmérnök, keverés
- Steve Berkowitz – executive producer
- Clif Norrell – hangmérnök
- Chris Laidlaw – hangmérnökasszisztens
- Bryant W. Jackson – hangmérnökasszisztens
- Steve Sisco – hangmérnökasszisztens
- Howie Weinberg – mastering
- Christopher Austopchuk – művészi vezető, design
- Nicky Lindeman – művészi vezető, design
- Jennifer Cohen – design asszisztens
- Merri Cyr – fényképek
- David Gahr – fényképek

## Fordítás
Ez a szócikk részben vagy egészben a Grace (Jeff Buckley album) című angol Wikipédia-szócikk ezen változatának fordításán alapul.  Az eredeti cikk szerkesztőit annak laptörténete sorolja fel. Ez a jelzés csupán a megfogalmazás eredetét és a szerzői jogokat jelzi, nem szolgál a cikkben szereplő információk forrásmegjelöléseként.